# Vimana

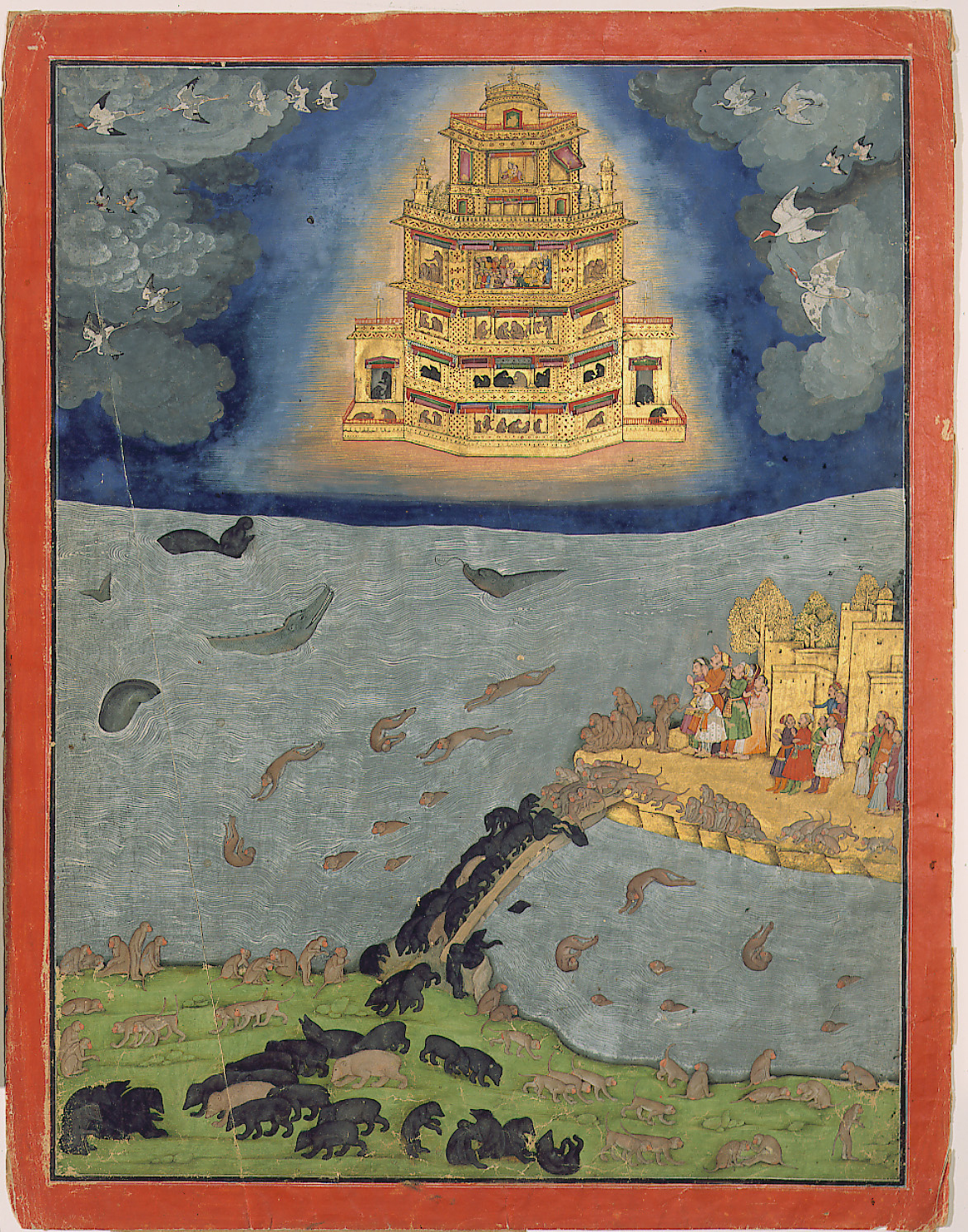
Pusphaka Vimana v oblacích.

Vimána (Dévanágarí: विमान) je sanskrtské slovo s mnoha významy sahajícími od paláce či chrámu k mytologickým létajícím strojům, které se často objevují ve staroindických eposech (Mahábhárata, Ramajána). Objevují se také v jiných méně známých sanskrtských textech jako je například Samarangana Sútradhara, který je součástí védského rukopisu o architektuře Vástu šástra. 

## Ramajána
Zde jsou tyto vozy popisovány jako dvoupatrové, cylindrického tvaru s kruhovými okny a kupolí. Létaly rychlostí větru a přitom vydávaly melodický zvuk.

## Samarangana Sútradhara
V Samarangana Sútradhara v 31. kapitole (Yantras) ve verších 95-100 je zmínka o vzdušných vozech. Píše se zde, že tyto vozy byly z lehkého materiálu se silným dobře tvarovaným tělem a k jejich konstrukci bylo použito zlato, železo, olovo a dokonce i rtuť. Měly cestovat na velké vzdálenosti a byly poháněny zvláštními motory, které fungovaly díky rtuti. (Podle některých názorů[zdroj?] jde o chybný překlad – doslova má jít o "chladný tekutý kov", kterým ale nemusí být nutně rtuť.) Těmto létajícím vozům a jejich využití ve válkách je zde věnováno přibližně 230 slok.

## Dělení Vimán
Létající vozy se v indické mytologii vyskytují poměrně často. Starověcí Indové dokonce napsali "letecké manuály" k řízení čtyř  základních typů: 
- Shakuna Vimana
- Sundara Vimana
- Rukma Vimana
- Tripura Vimana

## Vimána v novodobé literatuře
V dnešní době se jim věnuje hlavně světoznámý spisovatel a záhadolog Erich von Däniken, který je zmiňuje[zdroj?] jako jednu z mnoha indicií podporujících jeho myšlenku, že naši Zemi v dávné minulosti navštívili mimozemšťané, zanechali zde řadu stop a výrazně ovlivnili naši civilizaci.